# 最澄
最澄（さいちょう、766年〈天平神護2年〉もしくは767年〈神護景雲元年〉 - 822年〈弘仁13年〉）は、平安時代初期の日本の仏教僧。日本の天台宗の宗祖であり、伝教大師（でんぎょうだいし）として広く知られる。近江国（現在の滋賀県）滋賀郡古市郷（現：大津市）もしくは生源寺（現：大津市坂本）の地に生れ、俗名は三津首広野（みつのおびとひろの）。唐に渡って仏教を学び、帰国後、比叡山延暦寺を建てて日本における天台宗を開いた。

## 生涯

### 生まれ

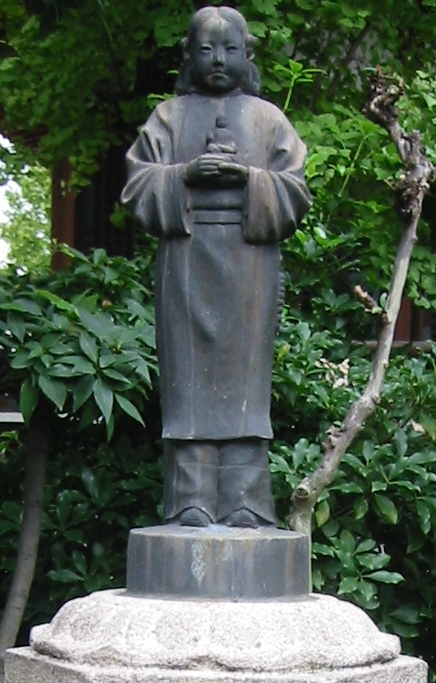
最澄像（能福寺）

最澄の生まれについての記録は、最澄没後に記された伝記類によるものと、存命当時の公文書類によるものの2つがあり、若干の齟齬がある。
最澄の父は『叡山大師伝』は三津首百枝（みつのおびとももえ）と記し、宝亀11年（780年）の『国府牒』によれば父（戸主）は三津首浄足（きよあし）で、身分は正八位下、副知事のような地位であったとされる。本貫は、『国府牒』は近江国滋賀郡古市郷と伝えるが、天台宗の伝承によると大津市坂本の生源寺の生まれであったとされる。三津首について天台宗が最澄を讃える『伝教大師和讃』や『叡山大師伝』では後漢皇帝の子孫、登万貴王の末裔としている。最澄の母は10世紀成立の『伝教大師由緒』は藤原鷹取の娘で藤子とし、『青蓮院門跡系譜』は応神天皇9世の孫とするが、いずれも後世の言い伝えで史実性は不明である。『叡山大師伝』は両親は子に恵まれなかったが比叡山の神宮で祈請したところ最澄を身籠ったと記す。
最澄の生まれ年にも2説ある。『叡山大師伝』などが伝える没年齢によると神護景雲元年（767年）生まれであるが、『国府牒』『度牒』『戒牒』といった最澄が官僧になる際の公文書によると天平神護2年（766年）生まれである。この2説について専門家の意見は統一を見ていないが、戸籍上は766年生まれであったが、最澄自身が767年と考えていたという説もある。
『国府牒』などによれば、最澄の幼名は広野（ひろの）。伝記には幼い頃に小学という初等教育機関で「陰陽、医方、工巧などを修める」など非凡な才を見せ、7歳の頃に仏道を志すと伝える。

### 出家
『国府牒』は近江国分寺僧に欠員ができたので広野を得度させるよう指示した公文書である。これによればこの頃の広野は『法華経』『最勝王経』『薬師経』『金剛般若経』などを読むと記される。当時の例にもれず、広野も優婆塞として3年ほど国分寺で雑用や奉仕をしつつ経典を学んでいたと考えられる。宝亀11年（780年）11月12日に、広野は近江国分寺にて得度を受け沙弥となり最澄と名付けられる。それ以降、近江国師の行表に師事するが、のちに最澄は行表から禅宗を教えられたとしたうえで、教えについて「心を一乗に帰すべきこと」と『内証仏法相承血脈譜』に記しており、師の教えがその後に最澄の求める仏教のあり方を方向づけたと思われる。つづいて延暦4年（785年）4月6日に東大寺戒壇院で具足戒を受けて比丘となる。

### 比叡入山
ここまで官僧として順調に歩を進めた最澄だが、具足戒を受けてほどない延暦4年（785年）7月中旬に比叡山に籠る。『僧尼令』には「禅行修道あって、心に静寂を願い、俗に交わらず、山居を求めて服餌せんと欲すれば、三綱連署せよ」とあり、最澄もこのような公的な手続きを踏んで入山したと考えられる。『叡山大師伝』によれば、まず比叡山麓の神宮禅院で懺悔の行を修め、つづいて『願文』を著したとされる。
この願文から最澄は自らも大乗経典に出る菩薩のようになることを志していることが分かる。『叡山大師伝』はこの願文を読んだ内供奉の寿興と最澄が固い交わりを結んだとする。
『叡山大師伝』によると、延暦7年（788年）に比叡山に小堂を建て自刻の薬師像を安置した。場所は現在の根本中堂の位置とされ、後に一乗止観院と称する。そこに籠った最澄は『法華経』の研究を重ね「智顗の教学にふれて、天台の法門を得たい」と思い至る。そしてあるとき天台法門の所在を知る人に邂逅し、鑑真が将来した経典を写しとることができたとされる。
延暦10年（791年）12月28日に最澄は修行入位という僧位を授かる。のちに伝燈位を授かる最澄だが、修行位を授かった事は当時の最澄の評価の一面と考えられる。『天台霞標』によれば延暦16年（797年）12月10日に内供奉の欠員を補うためにこれに任ぜられた。内供奉は宮中の内道場で読師などを行う僧で10名が定員。欠員ある場合は清行の者で補い、任期は生涯であった。前述のように寿興と交流があったことから最澄が推薦されたと考えられる。
延暦16年（797年）に最澄は比叡山に一切経を揃える写経事業を発願する。弟子たちに写経をさせたほか、助力を請うため南都諸寺に願文を送っている。この呼びかけに答えたのが大安寺の聞寂や東国の道忠である。延暦寺浄土院に2巻のみ現存する『華厳要義問答』は延暦18年に行福という僧が写経したと記されるが、この時の経典とされている。なお道忠の門弟には円澄、円仁が居る。延暦17年（798年）10月に法華十講の法会を行う。これは最澄が法華三部経の講義を行ったとされ毎年行われた。さらに延暦20年（801年）11月24日には南都各宗の高僧に呼びかけ法華十講を催している。
最澄が比叡山に籠った理由は定かではないが、入山後も官僧としての務めを果たし南都各宗とも交流を持っていることは明らかであり、「既存の仏教に嫌気がさし」などの後ろ向きな理由ではなかったと考えられる。

### 高尾講会
延暦21年（802年）に和気弘世が氏寺の高尾山寺催した天台法門の講会で、最澄も招かれ講師を務める。この講会について『叡山大師伝』は一乗仏教興隆の為と記している。また『伝述一心戒文』などには桓武天皇の意思によって催されたと記されるが、史実性は疑わしい。しかしこの法会の事を聞いた桓武天皇が天台一乗興隆を発願し、同年9月7日に弘世を詔問し、弘世は最澄に相談したとされる。
この時代、仏教宗派は南都六宗に限られていた。特に法相宗と三論宗に多くの学生が集まり、延暦21年正月（802年）の太政官符に「三論、法相、彼此角争」とあるように両宗が衝突していた。こうした抗争を収束させたい朝廷は新しい仏教界の秩序作りを目指す仏教政策を取る事となり、結果として天台宗の開宗が後押しされたと考えられる。

### 入唐求法

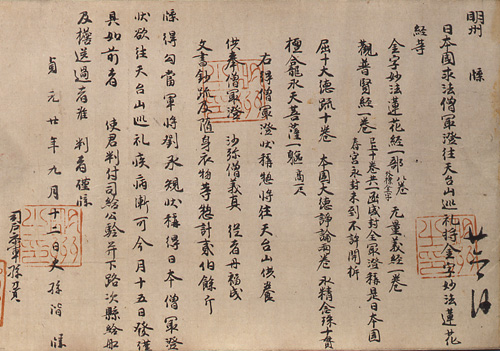
『伝教大師入唐牒』のうち明州牒（延暦寺蔵・国宝）

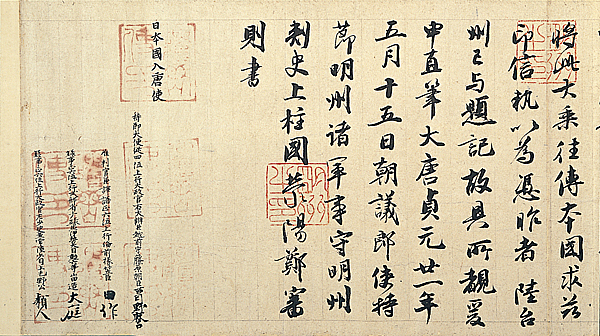
『伝教大師請来目録（越州録）』（延暦寺蔵・最澄直筆・国宝）

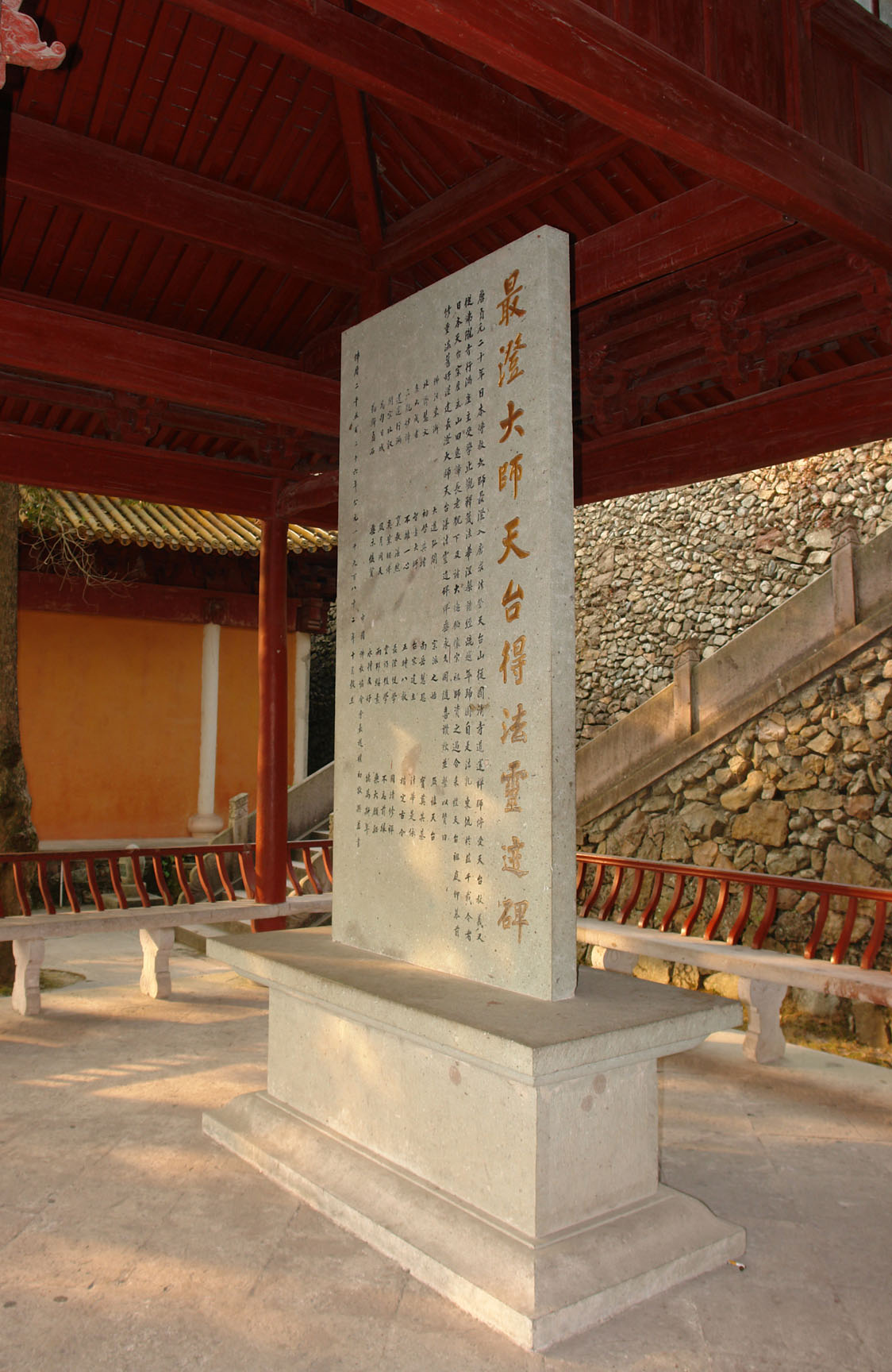
最澄大師得法を記した碑文（天台山国清寺）

『叡山大師伝』によれば、桓武天皇の詔問を受けた弘世は最澄に相談し、唐の天台山国清寺への還学生と留学生各1名を派遣の必要性を訴える上表文を記す。
論宗とは『中論』に基づく三論宗と『成唯識論』に基づく法相宗を指し、天台宗は釈尊の説いた経に基づく経宗であると主張している。この上表により円基と妙澄の唐への派遣が決まったものの、9月12日になると天皇は最澄本人が入唐するよう勅した。翌日最澄は「天朝の命に答えん」と返答し還学生となり、さらに10月20日に義真を訳語僧として同行することを願い出て許されている。この際に入唐費用として金銀数百両が与えられたが、遣唐大使が200両、副使が150両であった事と比べ非常に大きな額であったことが分かる。
延暦23年（804年）7月6日に最澄ら遣唐使は肥前国松浦郡田浦から出港。最澄が乗船した第2船は9月1日に明州鄮県に到着した。病にかかっていた最澄はしばらく休養し、9月15日に天台山へ出発し、9月26日に台州に到着する。刺史の陸淳に面会した最澄は、講演会に訪れていた天台山修禅寺の道邃を紹介される。『叡山大師伝』によれば、道邃は最澄の求めに応じて写経の手筈を整えた。貞元20年（延暦23年・804年）10月には最澄は天台山に登る。『伝法偈』によれば10月7日に仏隴寺で行満に出会い、経典82巻と印信（弟子が授かる書状）を授かる。同年12月7日に沙弥であった義真は天台山国清寺にて翰を戒師として具足戒を受ける。翌貞元21年（延暦24年・805年）3月2日に最澄と義真は道邃から菩薩戒を受けるが、これが最澄と天台法華の教旨による大乗戒との出会いとなった。天台山における求法の成果は『伝教大師将来台州録』によれば書物120部345巻に及んだ。またこの明州滞在の間に禅林寺で牛頭禅、国清寺で密教を学んだほか、国清寺に一堂を建立している。
同年3月上旬、最澄一行は明州に戻る。同年1月に崩じた徳宗の一件を日本に伝える為に遣唐使の帰国が決まったためと思われる。遣唐使船が順風を待つ間に最澄は越州の龍興寺を目指す。『叡山大師伝』によればこの越州行きは「真言を求めるため」とするが、『顕戒論』には「明州の刺史の勧めによって」と記されている。4月8日頃に明州を出発して4月18日には峯山道場で順暁から灌頂を受けるという慌ただしい日程であった。『内証仏法相承血脈譜』や『顕戒論』によれば、この灌頂は金剛界・胎蔵界両部であったと記されている。また『伝教大師将来越州録』によれば、これにより書物102部115巻と密教供養道具5点を入手したとされる。この後の5月5日までに明州へ再び戻った最澄は、開元寺法華院の霊光などから密教儀軌を得るなどし、5月18日に明州から帰国の途に立った。

### 天台法華宗
延暦24年（805年）6月5日に対馬に着いた最澄は直ちに上京する。『叡山大師伝』によると、最澄が将来した天台法門は勅命により7通の書写が命じられ、三論宗や法相宗に学ばせた。この経典は弘仁6年（815年）に嵯峨天皇による題を書き付けて完成したとされる。一方で最澄がもたらした密教も歓迎される。繰り返し密教の灌頂や祈祷などが行われたことが伝記に記されているが、これらは桓武天皇が病に伏せていた事と関係があると考えられる。
延暦25年（806年）正月3日に最澄は年分度者に天台法華宗を加える改正を上奏する。
これ以前の年分度者は三論宗と法相宗のみに認められていたが、最澄の提案は天台法華宗を含む5宗を加えるものであった。上奏文からは天台法華宗を公認させる意味以上に、新しい仏教界の秩序を作ろうとする意図がうかがえる。この上奏は直ちに僧綱に意見が求められ僧綱も同意し、1月26日の太政官符により制定された。官符には年分度者の学業や任用など具体的な規定を含んでいることが特徴で、天台法華宗には『大日経』を読ませる遮那業（密教）と『摩訶止観』を読ませる止観業（天台）、各一名が割り当てられた。しかしこの時点での公認はあくまで奈良仏教の僧綱の下で認められたものであった。『天台法華宗年分得度学生名帳』によると、この制度によって天台法華宗では、弘仁9年（818年）までに24名が得度を受けた。しかし比叡山を去った者が14名おり、そのうち法相宗が奪った者6名と記録されている。この事について最澄は「天台学生は小儀にとらわれて京に馳散する。まさに円道を絶せんとす」と『顕戒論』に記し、危機感を露わにしている。

### 空海との関係

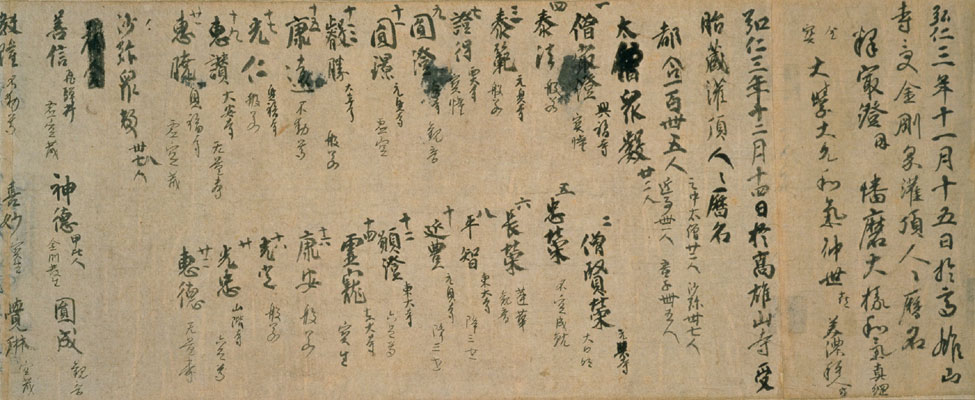
『灌頂歴名』には最澄と泰範の名が見える（神護寺蔵、空海直筆の国宝）

前述のように唐から戻った最澄が伝えた密教は歓迎される。『叡山大師伝』は桓武天皇の喜びを「真言の秘教等は未だ此の土に伝るを得ず。しかるに最澄はこの道を得、まことに国師たり」と伝える。最澄が唐から戻った翌大同元年（806年）に長安で密教を学んだ空海も帰朝する。まもなく最澄は空海に密教の習学を申し出ているが、その理由は天台法華宗の年分度者に遮那業（密教）1名が割り当てられていた事と関連があると考えられる。
『伝教大師消息』に記された書簡によると、最澄は弟子を空海の下に送り、借用した経典を写すといったことを、大同4年（809年）から弘仁7年（816年）頃まで繰り返した。
弘仁3年（812年）10月27日には乙訓寺にいた空海を最澄が訪ねた。この際に空海は最澄に伝法することを決めたという。神護寺に残る『灌頂記』によれば、最澄は11月15日に金剛界灌頂を、12月14日に胎蔵界灌頂を空海から受けた。しかしこの頃の最澄の手紙をみると灌頂を受ける日について混乱が見られる。この点について最澄は灌頂が金剛界と胎蔵界の両部が独立して一対になっているということを知らなかったという説がある。のちに最澄は越州で学んだ密教について両部の灌頂を受けたと『顕戒論』などに記しているが、おそらく最澄が学んだ密教は両部を合わせた亜流派であり、空海が長安で学び伝えた法門と比べて劣っている事に最澄も気が付いていたと考えられる。
灌頂を受けた最澄は空海の弟子となったことを意味する。後に円澄が空海に宛てた書簡によれば、空海は最澄に大法儀軌を受ける為には3年間留まるように伝えていたが果たせなかったとある。空海の下での修行は、既に一宗の責任者となっていた最澄には叶わぬ事であり、最澄もまた空海に宛てた書簡に訪問できない事への詫びを繰り返し記している。なお最澄が『理趣釈経』の借用を求めた事に対して、空海が「理趣は論じて心から心へ伝えるもので、未入壇の者には真言を伝えない」と断ったことが二人を分かつことになったとする説があるが、この根拠となった書簡にある「澄法師」は最澄ではなく円澄とする説もある。しかしその真偽は別としても、空海の下で最澄が修業できなかった事が両者を疎遠にした根本の理由であったと考えられる。もうひとつ両者に異なる点は真言と天台の位置づけである。最澄は天台と真言は一致しており、同じ一乗であるとしている。一方で空海は天台を真言より低い教えと見ている。この教理の相違も両者を分かつ理由と考えられる。
さらに両者の間に泰範の去就問題がある。元々、泰範は天台宗以外の僧であったが、比叡山に入って密教を学んでいたと考えられる。優秀な弟子であったようで、弘仁3年（812年）5月8日付けの最澄の遺書には泰範を惣別当（比叡山の管理責任者）に指名している。しかし直後の6月29日に泰範は暇を請うて比叡山から降りる。その書簡を読んだ最澄は返信を送るが、そこから最澄の驚きと泰範が最澄の弟子から戒を破った事で批判を受けていたことが分かる。その後も最澄は泰範を慰留したようで、最澄と泰範は共に胎蔵界灌頂を受けている。しかし泰範は比叡山には戻らず、空海の元に身を寄せた。弘仁7年に最澄が泰範に宛てた書簡には深刻な自己反省と泰範への期待が表明されている。しかしその書簡への返信は空海の代筆によるもので「真言の教えが天台よりも優れる」と記されている。泰範は空海の十大弟子に数えられている。

### 六所宝塔

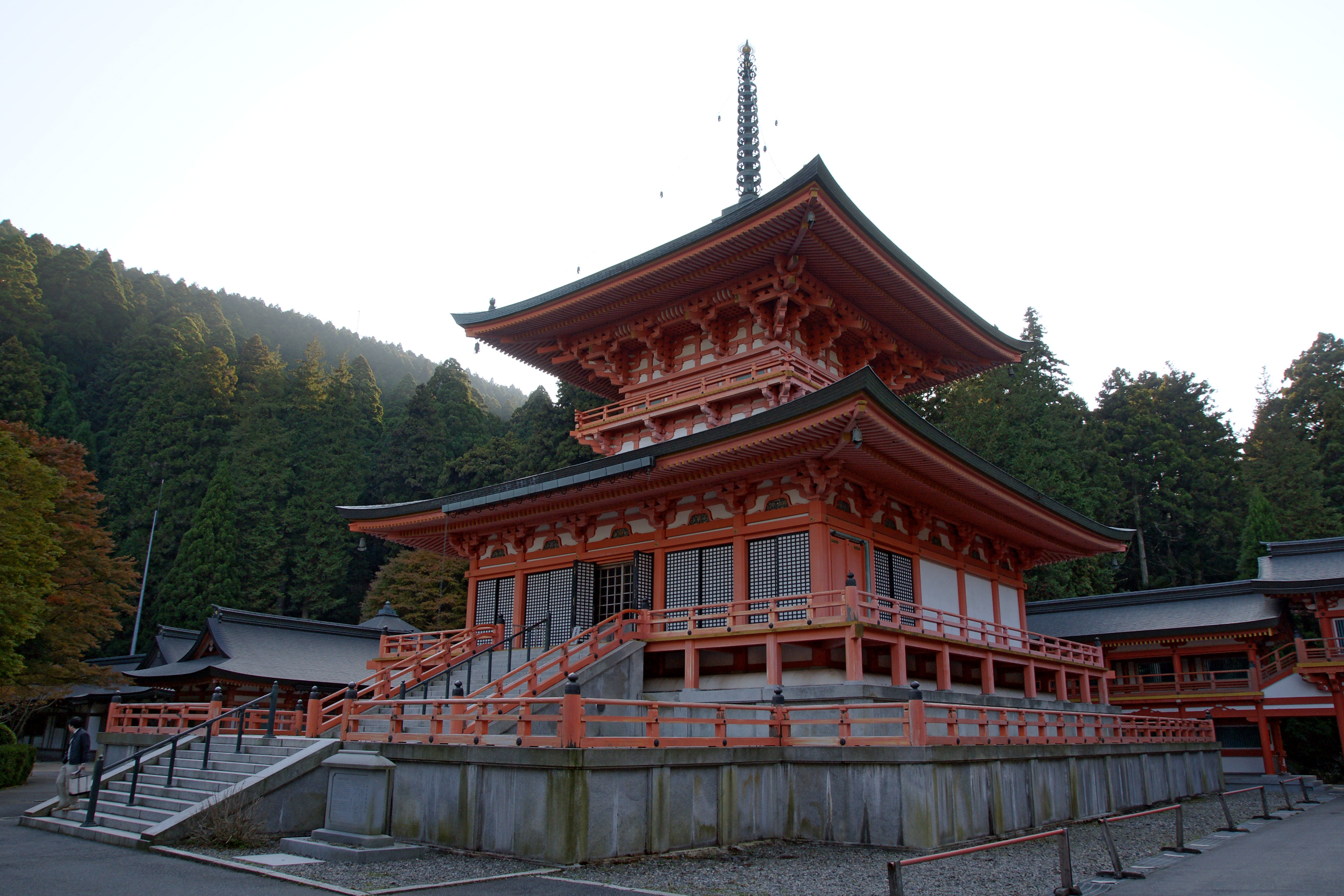
延暦寺法華総持院東塔

最澄は天台法華宗を広めるために六所宝塔を建立する計画を立てる。六所宝塔とは『比叡山僧塔院等之記』に記される全国6箇所に法華経一千部を安置するための宝塔である。『叡山大師伝』によると、最澄は弘仁5年（814年）春に宇佐八幡と香春神宮寺に参詣し、入唐の無事に感謝し妙法蓮華経等を奉納。続いて弘仁8年（817年）春に東国へ向かう。この旅では最澄が無名の頃に写経に助力した道忠の弟子らの寺々を訪問する。同年3月6日には大慈寺にて円仁と徳円に菩薩戒を授け、5月15日には緑野寺にて円澄と広智に両部灌頂を授けている。またこの際にも法華大乗経二千部を写して宝塔に安置したと記されている。六所宝塔が全て完成するのは最澄の没後である。

### 天台法華宗批判と徳一
天台法華宗が広がりをみせると法相宗を中心に批判が集まるようになる。研究者によると論争の発端は最澄が弘仁4年（813年）に著した『依憑天台義集』などとされる。弘仁5年正月の御斎会にて嵯峨天皇の希望で殿上にて最澄と南都僧の対論が行われた。弘仁6年8月には大安寺にて最澄が天台を講じ、南都僧らと大論争を行う。この際の主題はいわゆる三一権実論争である。『叡山大師伝』によると南都僧らは攻撃的な姿勢で議論に臨んだとある。
続いて弘仁8年（817年）2月に東国に赴いていた最澄は、恵日寺の法相宗の僧徳一が著した『仏性抄』への反論として『照権実鏡』を著す。これ以降、二人の論争は最澄の死去前年の弘仁12年（821年）に至るまで続けられた。なお最澄の著作の大半は徳一との論争に関連するものである。二人の論争は2つの主題に分けることができ、一つは天台・法相の教学の違いについてである。その中に修業についての論争があるが、最澄は「徳一の示す修行は正法の時代（釈迦の時代）のもので、末法に近い時代に実践することはできない」とユニークな批判をする。この思想が後述する大乗戒壇設立に繋がる。いま一つは三一現実論争であるが、これは「天台の一乗」と「法相の三乗」のどちらが権実（仮と真実）の思想であるかをめぐる論争で、これに用いられた喩えが火宅の喩（三車火宅）である。

### 大乗戒壇の設立

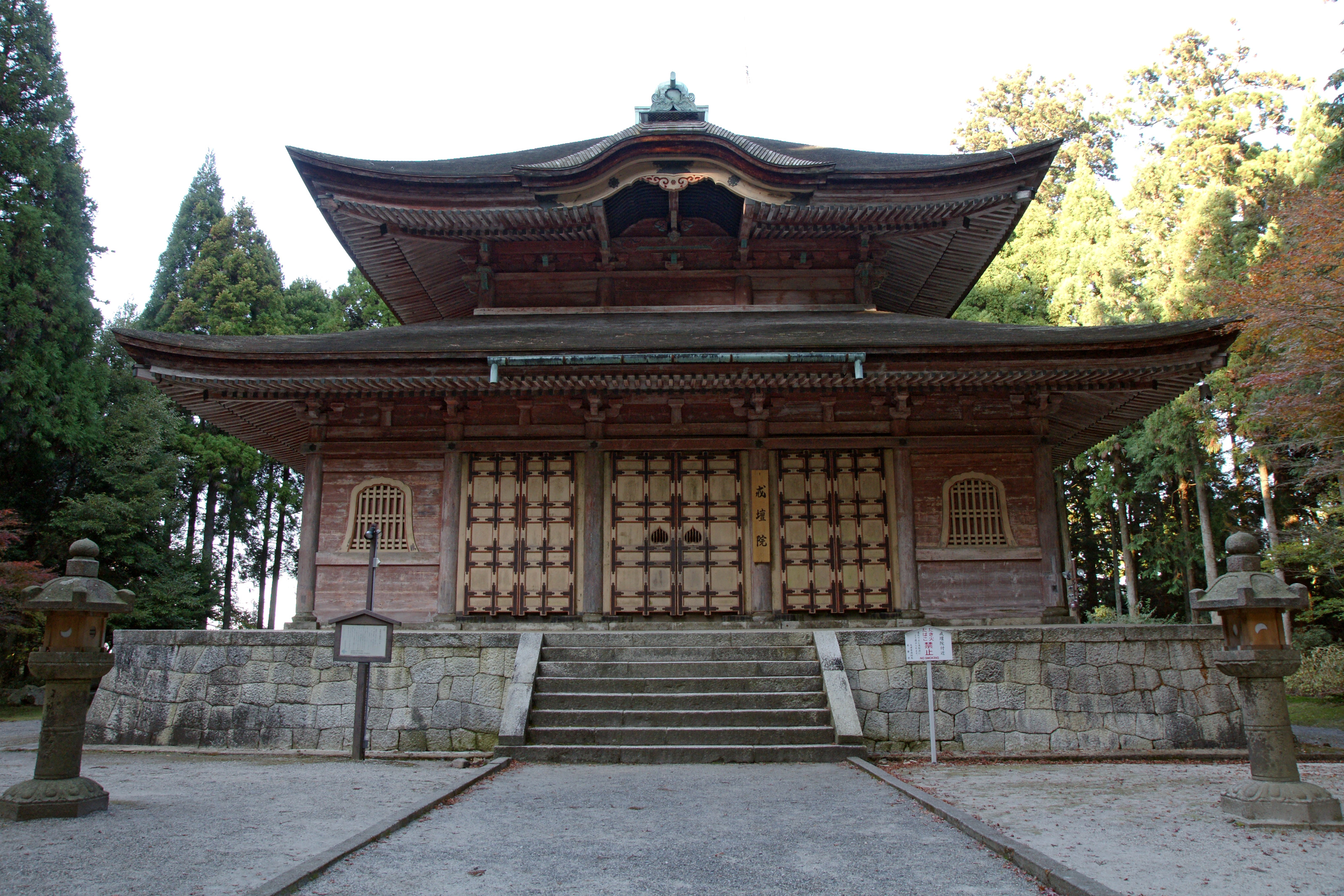
延暦寺戒壇院（重要文化財）

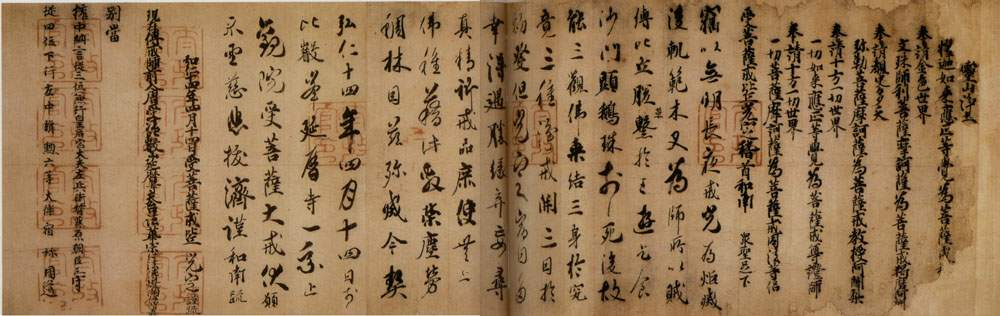
『光定戒牒』（延暦寺蔵、嵯峨天皇宸翰、国宝）

最澄の弟子で朝廷との交渉役であった光定が著した『伝述一心戒文』によれば、弘仁9年（818年）に最澄は天台法華宗を広めるために大乗寺を建て、光定に一乗の号を名乗らせると告げた。光定はこの事を藤原冬嗣を通じて天皇に上奏するが、南都の僧の反対にあって叶わなかった。『叡山大師伝』によると、同年3月に最澄が「今後声聞の利益を受けず、永く小乗の威儀にそむくべし」とし、具足戒を破棄したと記される。
続いて最澄は『山家学生式』などを著し、天台法華宗の僧育成制度について朝廷に裁可を要請する。
この中で最澄は大乗戒のみによる受戒と十二年籠山行など革新的な受戒制度と育成制度を提唱する。弘仁10年3月15日に『天台法華宗年分度者回小向大式』が提出されると、嵯峨天皇は「真理に叶ったものであれば取り計らうように、真理に叶わなければ取り計らってはならない」と返答。この件を玄蕃寮長官の真苑雑物は僧綱の護命へ告げ、護命は南都七大寺に意見を求めたうえで、最澄の主張には道理がないとして反対の意を上奏した。この上奏文は天皇の勅により10月27日に最澄に渡された。これに対し最澄は翌弘仁11年（821年）2月29日に『顕戒論』と『内証仏法相承血脈譜』を内裏に提出して反論。さらに弘仁12年3月に『顕戒論縁起』を朝廷に提出する。しかし最澄の提言は生前に叶う事は無かった。
天台宗独自の制度樹立を図った最澄の意図についてはいくつか考えられる。第一は護国である。奈良時代の仏教は東大寺や国分寺の建立に見られるように護国を期待されていたが、災害や疫病は絶えなかった。最澄はその原因を小乗戒（具足戒）を受けた僧に求め、これを大乗僧の純粋培養によって克服しようとした。第二は時代である。釈迦が入滅して2000年近い年月が経って末法が近い世で悟りに至るには、長く時間のかかる方法ではなく大きく真っすぐな道によらなくてはならないとした。この二点を解決するために戒律制度の改革を提唱した。
鑑真が日本にもたらした戒律制度は唐の天台宗を含めて諸国の標準となっていたもので、僧になるためには具足戒を三師七証を前に受戒せねばならず、また菩薩戒は具足戒を受けた僧が補助的に受ける、あるいは在家信者が受ける戒としていた。それに対し最澄は梵網経菩薩戒のみで僧になれるとし、あわせて受戒も釈迦仏、文殊師利菩薩、弥勒菩薩を三師とし、一切の仏を証師としたうえで一人の伝戒師が居ればよく、伝戒師が居なければ自誓受戒でもよいとした。また在家と出家は姿（剃髪と袈裟）で区別できるとする。このような大胆な戒律制度は日本独自の大乗仏教を育み、のちに延暦寺から輩出される鎌倉新仏教の礎となった。
最澄が意図した第三は比叡山から僧の流出を防ぐことである。前述のように天台法華宗で受戒した僧が法相宗に度々奪われていた。第四は天台教団の独立である。南都六宗は僧綱を頂点とした管理機関を持ち、天台法華宗の年分度者であっても東大寺で受戒していた。また僧は治部省に属する玄蕃寮が掌握していた。この二点を克服する手立てが比叡山上での受戒と、続く12年に渡る籠山などであった。
天台法華宗に年分度者が与えられてから10年間で受戒した20名のうち、比叡山に住するものは僅か6名であった。これは南都の寺に所属する僧が天台法華宗の割り当てを利用して受戒していたことも原因の一つと考えられる。最澄は得度を受けてから受戒を経てその後の修学にいたるまで比叡山内で完結させることで、多くの天台僧を育成することを図ったと考えられる。それまでも籠山修行をする僧は居たが、これを制度化したのは最澄が初めてである。また籠山を終え学問修行共に満足であった者には、最高の僧位である大法師位を与えて欲しいと訴えている。最澄が大法師位を授かったのはこの後の事で、非常に高い要求であったことがわかる。さらに大乗戒を受けた僧については僧籍を治部省に移さず民部省に置いたままとしたうえで、受戒にあたって発給される度縁については具足戒と同様に官印を捺してもらうとしている。また官の派遣により俗別当（僧でない管理者）を置くことや他宗からの入門規定、あるいは官費の給付不要や破戒僧の処罰などを明文化している。これらは天台法華宗が既存の仏教政策から離脱し、太政官の直下に置かれて独自の管理組織を構築することを意図していると考えられる。

### 入滅と没後

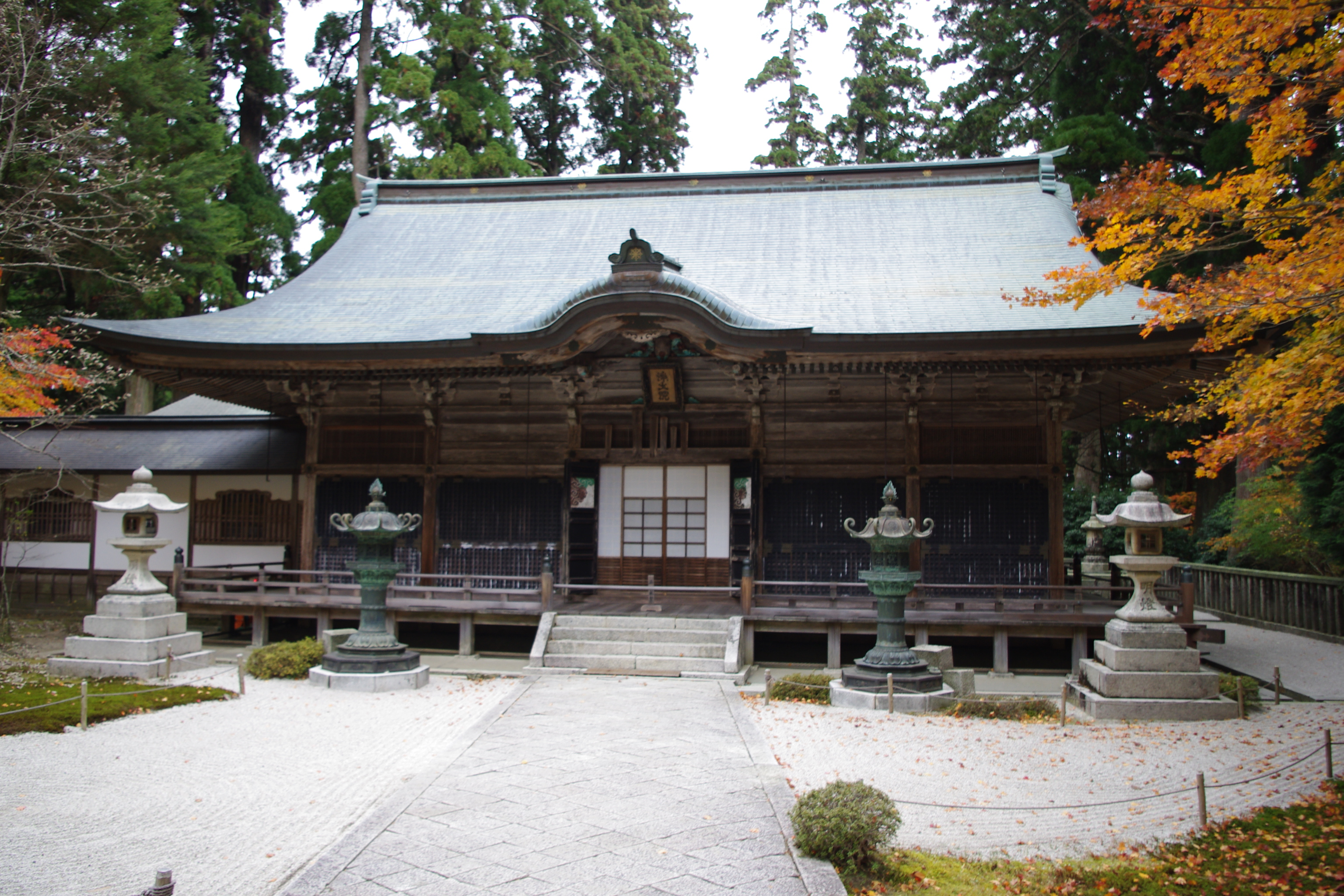
延暦寺浄土院拝殿（重要文化財）

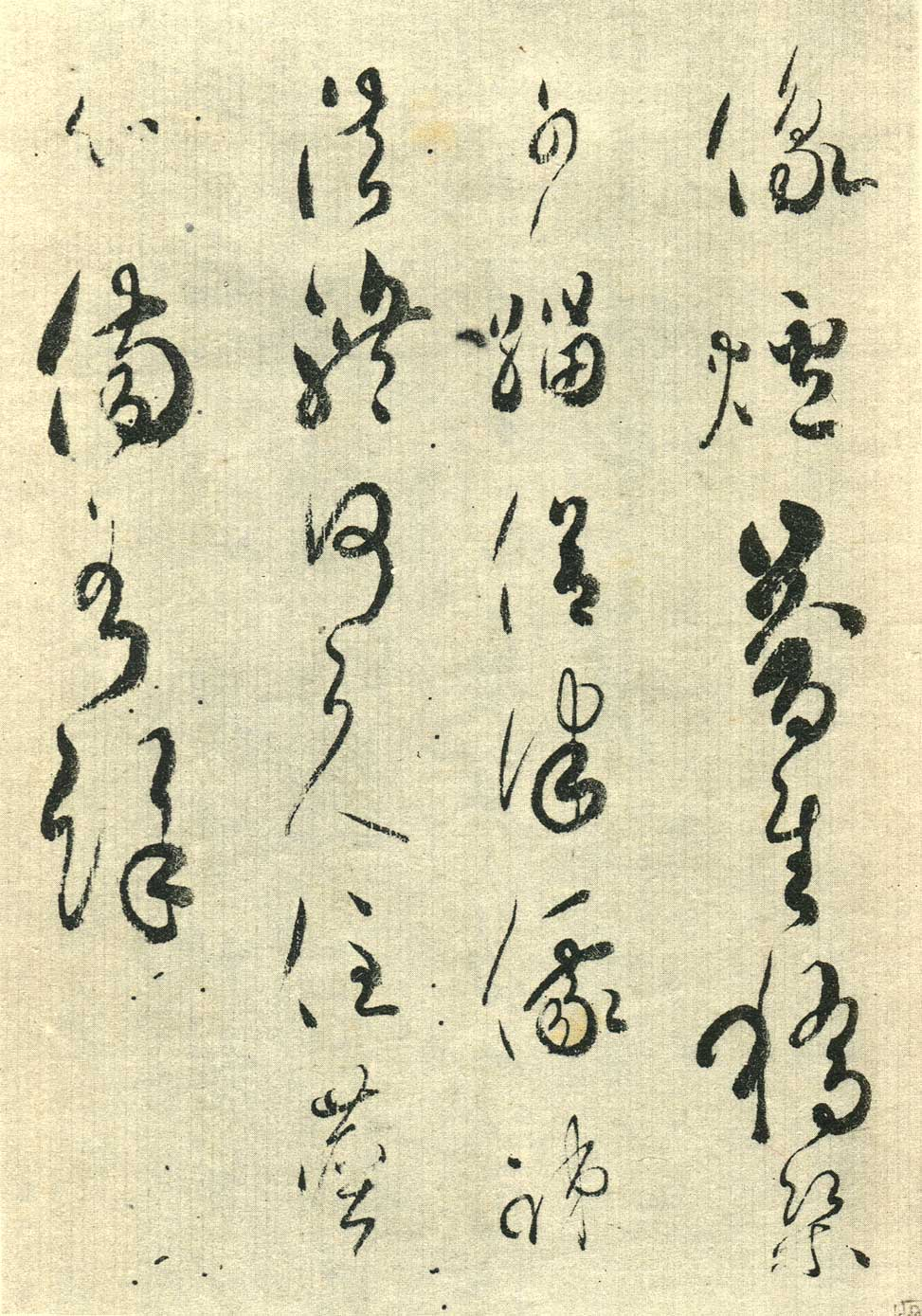
哭澄上人詩（嵯峨天皇宸翰）（部分）

最澄は弘仁13年（822年）2月14日に伝燈大法師位を授かる。この頃には体調を崩していたようで、桓武天皇の国忌である3月17日に光定は「最澄法師重病を受く。命緒幾ばくならず。伝戒を許されざれば先帝の御願成就せず。」と、戒壇設立の勅許を催促している。
6月4日の辰の刻に入滅。廟所は比叡山東塔の浄土院。
最澄の死を受けて藤原冬嗣、良岑安世、伴国通らが『山修山学の表』を天皇に奏請し、死後7日後に大乗戒壇の設立と天台僧育成制度の樹立について勅許が下りた。弘仁14年（823年）2月26日には、勅により一乗止観院を延暦寺と改称。同年3月17日に最初の得度が行われ、ついで4月14日に光定らが受戒した。同年10月17日に嵯峨天皇は『澄上人を哭す』の詩を賜うた。
貞観8年（866年）7月12日に伝教大師の諡号が勅諡された。円仁の慈覚大師と共に日本史上の初の大師号である。
天台宗では開祖として現代に至るまで尊崇されており、2021年（令和3年）6月4日に延暦寺で、入寂後1200年の大遠忌法要が執り行われた。

## 事績と評価

### 日本天台宗の開宗
中国天台宗は6世紀に隋の智顗が開いた宗派であり、のちに日本に伝来した南都仏教よりも歴史が古い。最澄は自身が受け継いだ教えについて『内証仏法相承血脈譜』に、達磨大師付法・天台法華宗・天台円教菩薩戒・胎蔵金剛界両曼荼羅・雑曼荼羅の5つを挙げている。5つの教えのうち天台法華宗のみに「宗」が付いている事について、伊吹敦は「受け継いだ思想的伝統を血脈と称し、それらを統合して新たに樹立した自らの思想的立場を宗と呼んだ」としたうえで、「中国天台宗とは異なる日本独自の天台宗が成立した」と評価している。
また新川哲雄は南都六宗における宗派を「経典や論書の理解に関する枢要な教義及びそれを学ぶ「学派」を意味する」としたうえで、最澄の開宗によって「ある立場の教義を同じく尊崇する人々の一団を「宗」とし、さらにその一宗団の中で教義をめぐる解釈の違いなどから立場を異にする分派が生じた時に「派」とみる新しい宗派意識の原型が生まれた」と評価している。

### 顕密両学
前述のように、天台法華宗には止観業（天台）と遮那業（密教）の各1名の年分度者が認められた。これは最澄が顕（天台教学）と密（密教学）の合同を最終の理想としていた為と考えられる。
止観業とは智顗が著した『摩訶止観』に由来する。『摩訶止観』は仏道修行の基礎的な規範を記したもので、実践と修行の立場から法華経を解釈したものとされる。最澄は『勧奨天台宗年分学生式』に「止観業は四種三昧を修習せしめ（後略）」と記すように、『摩訶止観』に記される実践行である四種三昧の実践を重視していた。そして実践の場として最澄は四種三昧堂の建立を図ったが、この堂は『弘仁九年比叡山寺僧院之記』に一乗止観院に続いて記されていることから延暦寺伽藍構想においても重要視されていたことが分かる。
東塔の半行半坐三味堂（法華三昧堂）は最澄が弘仁3年（812年）に建立したとされるが、常坐一行三昧堂（文殊楼）、常行三昧堂、非行非坐三味堂（随自意堂）は最澄の没後に完成する。のちの天台宗では法華堂は座禅道場として重視され、常行堂は浄土信仰の素地となった。しかし、それ以外の三昧堂はさほど重視されることがなかったと考えられる。
一方の遮那業は『摩訶毘盧遮那神変加持経業』に由来する。最澄が唐から伝えた密教は不十分なもので空海に助力を請うたが、教義の完成を果たせなかった。のちに天台密教は円仁と円珍の入唐により研究が盛んになり、安然によって完成され、その後100年あまりは天台密教が隆盛する。その一方で、円仁は空海の顕密二教判（密教が顕教より優れるとする説）を一部取り込み、最澄が掲げた顕密両学（円密一致）は崩れていく。止観業が見直されるのは延暦寺中興の祖とされる良源が現れる10世紀中頃となる。

### 一切衆生悉有仏性
一切衆生悉有仏性（いっさいしゅじょうしつうぶっしょう）とは、衆生はみな生まれながらにして仏となりうる素質（仏性）をもつということである。その根本となる一切皆成（一切衆生が成仏できる）は涅槃経に説かれるものであり、法相宗を含む南都仏教もこれを承認していたが、その解釈（仏性論）について最澄と法相宗は激しい論争（徳一との三一権実諍論）を行った。
徳一は一切皆成を認めつつ「仏性を顕かにするための行を成しえる因（行仏性）を持たない衆生がいる」とする五性各別説を支持する。この法相宗の立場について最澄は小乗義が含まれていると批判し、五性の別なく悉皆成仏できると説いた。その上で「修行の困難さから成仏できるのは釈迦のような特別な存在」とする一般的な仏教観を否定し、「一切衆生悉有仏性を信じ利他行に励み成仏の道を進む者こそが菩薩」とし大乗の立場を明確にした。

### 大乗戒壇
前述のように、最澄は菩薩戒の受戒で比丘になれるとする大乗戒壇の設立に尽力し、日本独自の戒律制度が成立した。一方でこれにより、鑑真が日本に伝来した「具足戒での受戒で比丘となれる」とする東アジアの基準に当てはまらない比丘が生まれる事となる。後に明全が入宋した際には、比叡山の大乗戒壇で受戒していたにもかかわらず、東大寺戒壇で受戒した戒牒を作成している。また現在の日本仏教は戒律を軽視しているとされるが、沖本克己はその大きな転換点の一つとして最澄の大乗戒壇の設立を挙げている。

## 書
書における師承は明らかでないが、延暦23年（804年）に入唐し、帰朝に当って王羲之の十七帖、王献之、欧陽詢、褚遂良などの筆跡や法帖類を持ち帰った。その書風は空海の変幻自在なのに比べて、楷書と呼ばれるものに近い。真跡として現存するものには次のようなものがある。

### 天台法華宗年分縁起
『天台法華宗年分縁起』（てんだいほっけしゅうねんぶんえんぎ）は、天台法華宗の年分度者および大乗戒壇設立に関わる文書を蒐集した書。延暦寺蔵。国宝。収録されているのは以下の6通。
- 『請続将絶諸宗更加法華宗表』- 天台法華宗に年分度者2名を認めるよう上奏した書の控え。延暦25年1月3日[92][93]。
- 『賀内裏所問定諸宗年分一十二人表』- 朝廷からの諮問に対して南都の僧綱が天台法華宗に年分度者2名を許可すべきと上奏した書の写し。延暦25年1月5日[92][93]。
- 『更加法華宗年分二人定諸宗度者数官符』- 天台法華宗に年分度者2名が認められた旨を支持する公文書の写し。延暦25年1月26日[92][93]。
- 『天台法華宗年分得度学生名帳』- 大同2年（807年）から弘仁9年（818年）までの12年間に延暦寺で学んだ年分得度学生の名簿と、さらに弘仁10年分の2名を加筆した書。弘仁10年[92][94]。
- 『請先帝御願天台年分得度者随法華経為菩薩出家表』- 大乗戒壇設立を願い出た書。弘仁9年5月21日[92][95]。
- 『天台法華宗年分学生式』- 大乗戒壇設立にあたり僧がまもる規律などを記した書。通称、六条式。弘仁9年5月13日[92][96]。

### 久隔帖
『久隔帖』（きゅうかくじょう）は、弘仁4年（813年）11月25日付で書いた尺牘（書状）で、「久隔清音」の句で始まるのでこの名がある。宛名は「高雄範闍梨」とあり、これは高雄山寺に派遣した最澄の弟子の泰範であるが、実質は空海宛である。心が筆端まで行き届き、墨気清澄・品格高邁で、さながら王羲之の『集字聖教序』を肉筆化したような響きを放つ。大きさは、29.2cm×55.2cm。奈良国立博物館蔵。国宝。文化財指定名称は「伝教大師筆尺牘」。
文面は、「大阿闍梨（空海）の示された五八の詩（『中寿感興詩』）の序に、『一百二十礼仏』『方円図』『註義』という書名がある。その詩の韻に和して返礼の詩を作って差し上げたいが、私は『礼仏図』なるものをまだ知らない。どうかこの旨を阿闍梨（空海）に伝えられ、『方円図』『註義』とその大意とをお知らせいただきたい。（以下省略）」という趣旨の内容である。

### 越州将来目録
『越州将来目録』（えっしゅうしょうらいもくろく）は、最澄が唐から持ち帰った書物等の目録。102部115巻の書物と密教法具が記される。巻尾には越州長官の鄭審則の自筆印可条と州の官印のほか、遣唐大使葛野麿らの連署や遣唐使印もあり、当時の公文書の史料としても貴重。延暦寺蔵、国宝。文化財登録名称は「弘法大師請来目録」。

### 羯磨金剛目録
『羯磨金剛目録』（かつまこんごうもくろく）は、唐から持ち帰った品々を経蔵に永納した際の総目録。原本はほぼ失われてしまい、残った十数行を繋ぎ合わせた断簡。元は『御教蔵宝物聖教等目録』といったが、現在は文頭にある羯磨金剛に因んで呼ばれる。文書の全面に「比叡寺印」が捺されており、当時の正式寺号が分かる史料。延暦寺蔵、国宝。

### 空海将来目録
『空海将来目録』（くうかいしょうらいもくろく）は、空海が唐から持ち帰った聖教典籍の総目録を、最澄が書写したもの。元来は延暦寺にあったものが、ある時期に『風信帖』と共に東寺に譲られたものと考えられている。東寺蔵、国宝。文化財指定名称は「弘法大師請来目録」。

## 和歌
最澄が詠んだ和歌が9首伝わっている。
この歌について正岡子規は「いとめでたき歌にて候。長句の用ゐ方など古今未曾有にて、これを詠みたる人もさすがなれど、この歌を勅撰集に加へたる勇気も称するに足るべくと存候（『九たび歌詠みに与ふる書』）」と賞賛している。

## 伝教大師童形像
伝教大師童形像は、生源寺（滋賀県大津市）、延暦寺（滋賀県大津市）、雙林寺（京都府京都市）、三千院（京都市）、松尾寺（大阪府和泉市）、能福寺（兵庫県神戸市）、普光寺（兵庫県加西市）、長法寺（岡山県津山市）、天王院（神奈川県横浜市）、立石寺（山形県山形市）など天台宗の寺院に設置されている。

## 伝記研究
- 塩入良道編『最澄 日本名僧論集〈2〉』（吉川弘文館、1982年）
- 大久保良峻編『山家の大師 最澄 日本の名僧〈3〉』（吉川弘文館、2004年）
- 平川彰『最澄 天に応える 高僧伝〈3〉』（集英社、1985年）
- 佐伯有清『伝教大師伝の研究』（吉川弘文館〈日本史学研究叢書〉、1992年）
- 佐伯有清『最澄とその門流』（吉川弘文館、1993年）
- 佐伯有清『若き日の最澄とその時代』（吉川弘文館、1994年）
- 佐伯有清『最澄と空海 交友の軌跡』（吉川弘文館、1998年）
- 立川武蔵『最澄と空海 日本仏教思想の誕生』（講談社選書メチエ、1998年／角川ソフィア文庫、2016年）
- 高木訷(シン)元編著『空海と最澄の手紙』（法蔵館、1999年、新版2015年）
- 大久保良峻『伝教大師 最澄』（法藏館、2021年）
- 師茂樹『最澄と徳一: 仏教史上最大の対決』岩波書店〈岩波新書〉、2021年10月。ISBN 9784004318996。全国書誌番号:23618177。

主な現代語訳
- 『現代語訳 最澄全集』大竹晋訳注、国書刊行会（全4巻）、2021年
- 『現代語訳 顕戒論』前川健一訳注、「東哲叢書　仏典現代語訳シリーズ」東洋哲学研究所、2021年
- 『最澄　円仁　大乗仏典　中国・日本篇17』木内堯央訳注、中央公論社、1990年 - 『願文』『学生式』『顕戒論』
- 『日本の仏典1 最澄』田村晃祐訳注、筑摩書房、1987年 - 『山家学生式』『顕戒論』ほか

### 文学作品
- 『上山春平著作集 第8巻　空海と最澄』（法蔵館、1995年）
- 永井路子『雲と風と 伝教大師最澄の生涯』（中公文庫、1990年、改版2021年）- 小説
- 栗田勇『最澄』（全3巻：新潮社、1998年）- 小説
- 梅原猛『最澄と空海　日本人の心のふるさと』（小学館文庫、2005年）- 評伝